# Patch test

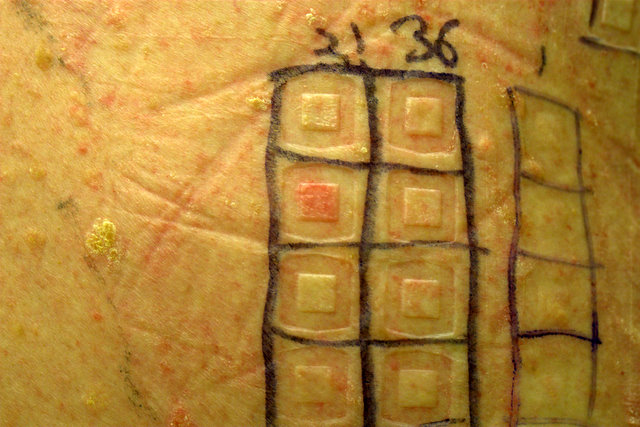

Il patch test è un test allergologico utilizzato per determinare se una sostanza specifica provoca infiammazione allergica della cute con meccanismo ritardato ovvero cellulo-mediato (delayed-type hypersensitivity, DTH o reazione di IV tipo secondo la classificazione di Coombs e Gell).
Il patch test è indicato in presenza di eczema da sospetta dermatite allergica da contatto (DAC) e/o dermatite atopica, la quale, nonostante sia dovuta ad un meccanismo IgE mediato (reazione di ipersensibilità di I tipo) consta anche di una reazione di fase tardiva che raggiunge il suo apice intorno alle 24 ore e consiste nell’accumulo di neutrofili, eosinofili e linfociti T helper, perciò nonostante l’esame più  consigliato per diagnosticare quest’ultima sia il prick test, che valuta la risposta immediata IgE-mediata, anche il patch test risulta utile, specialmente nei rari casi in cui la reazione di fase tardiva si verifica in assenza di una precedente e conclamata reazione di ipersensibilità immediata (quindi non riscontrabile con il prick test).
Il patch test, in questi casi, aiuta a identificare quali sostanze possono essere la causa della reazione allergica da contatto.

## Meccanismo[3]
Prima di effettuare il test, è necessario tenere presente che terapie cortisoniche sistemiche (per os o iniezione) a dosaggi medio/alti e/o per periodi prolungati potrebbero alterare il risultato del test e dovrebbero essere sospese tempestivamente prima di sottoporsi a patch test. La terapia con antistaminici, al contrario, non interferisce con il risultato del test e può essere mantenuta.
Piccole quantità delle sostanze da testare (apteni) vengono posizionate in cellette di plastica o alluminio adese ad un supporto (cerotto o patch). Il patch viene quindi applicato sulla cute del paziente, solitamente a livello del dorso, e mantenuto in sede per 48-72 ore. Dopo tale periodo, il medico provvede a rimuovere il patch ed a verificare il risultato del test.
Durante le 48-72 ore del test è importante prestare attenzione affinché il supporto adesivo non si stacchi dalla cute. Il paziente non dovrà quindi bagnare la schiena e dovrà evitare per quanto possibile l'eccessiva sudorazione (astenersi da attività sportiva o lavori pesanti) poiché una volta bagnato il cerotto tende a staccarsi.
Durante il test il paziente può avvertire fastidio e prurito a livello del dorso, solitamente di modesta intensità. In alcuni casi il prurito può essere intenso; in tal caso è necessario avvertire il medico. Il patch test tuttavia non determina il rischio di reazioni gravi quali lo shock anafilattico.

## Allergeni comuni
In Italia, il patch test viene solitamente eseguito con serie di apteni standard; la serie più comunemente utilizzata è la serie definita dalla Società Italiana di Dermatologia Allergologia Professionale e Ambientale (SIDAPA) e comprende oltre 25 apteni di varia natura (metalli, coloranti, conservanti e altri).
Gli apteni che più comunemente sono responsabili di dermatite allergica da contatto comprendono:
- Nichel
- Cromo
- Coloranti
- Conservanti
- Profumi